# 8 квітня
8 квітня — 98-й день року (99-й у високосні роки) в григоріанському календарі. До кінця року залишається 267 днів.

## Свята і пам'ятні дні

### Міжнародні
- Міжнародний день ромів — встановлено 1990 року.

### Національні
- Японія: Фестиваль квітів, присвячений Дню народження Будди.
- Україна: День Горицвіту весняного (Адонісу).

### Релігійні

#### Християнство
✙ Православні:
- Святих апостолів Іродіона, Агава, Асинкрита, Руфа, Флегонта, Єрма та інших з ними.
- Преродобного Руфа, затворника Києво-Печерського, в Дальніх печерах.
- Мчученика Павсилипа.
- Святителя Келестина, папи Римського.
- Святителя Нифонта Києво-Печерського, єпископа Новгородського.

#### Буддизм
- День народження Будди.

### Іменини
✙ Православні: Іродіон, Агав, Руф, Асинкрит, Флегонт, Єрм.
✝  Католицькі: Аполлінарій, Цезарій, Цезарія, Констанція, Діонісій, Емма, Юлія, Юліан, Януарій, Вальтер, Готьє.

## Події
- 217 — заколот проти римського імператора Каракалли, очолений префектом преторіанців Опеллієм Макрином під час нового походу проти парфян.
- 1093 — монахи Королівства Англія під керівництвом Волкеліна переїхали в новий храм — Вінчестерський собор — на той час один з основних храмів Британії.
- 1139 — засновник та перший король (з 1130 р.) Сицилійського королівства Рожер II відлучений від церкви.
- 1158 — князь Андрій Боголюбський закладає Успенський собор у Владимирі.
- 1271 — султан мамелюків Бейбарс І захоплює фортецю госпітальєрів Крак де Шевальє у Сирії.
- 1480 — католицькою церквою оголошується хрестовий похід для відвоювання у мусульман Отранто (Південна Італія).
- 1498 — заарештовано флорентійського чернеця Савонаролу, звинуваченого в єресі.
- 1513 — мореплавець Хуан Понсе де Леон оголошує Флориду володінням Іспанії.
- 1548 — Перу проголошено територією Іспанії.
- 1605 — шведський король Карл XI розпорядився заснувати місто Оулу (нині — одне з найбільших фінляндських міст).
- 1709 — укладено трактат між гетьманом Іваном Мазепою, кошовим Костем Гордієнком і шведським королем Карлом XII.
- 1722 — за наказом Петра I в Петербурзі починаються систематичні спостереження за погодою.
- 1766 — в Англії вперше запатентовано спосіб пожежної евакуації: плетений кошик на шківі та ланцюгу.
- 1767 — королівство Аютія (Таїланд) впало під тиском бірманських загарбників.
- 1771 — Катерина II видає наказ організувати надзвичайні заходи для порятунку Москви від бубонної чуми.
- 1783 — Катерина II видала маніфест «про прийняття Кримського півострова, острова Тамань і всієї Кубанської сторони під державу Російську».
- 1830 — Мексика забороняє подальшу колонізацію Техасу американцями.
- 1838 — пароплав «Brunel Isambard» завершує свою першу подорож з Бристоля до Нью-Йорка; на подорож знадобилося 15 днів.
- 1853 — відкривається перший офіційно зареєстрований шаховий клуб.
- 1861 — розстріляна маніфестація у Варшаві.
- 1872 — у Петербурзі виходить перше російське видання «Капіталу» Карла Маркса.
- 1889 — французький генерал, колишній міністр оборони Ж. Буланже, звинувачений у змові, втікає до Бельгії.
- 1901 — російська поліція встановлює стеження за Володимиром Леніним, що знаходиться за кордоном.
- 1902 — підписується російсько-китайська угода про поступове виведення російських військ з Маньчжурії.
- 1904 — Велика Британія і Франція підписали угоду, названу «Сердечною угодою» (Антантою), що закінчила майже тисячолітню історію конфліктів між двома націями.
- 1906 — у Франкфурті зафіксовано першу смерть від хвороби Альцгеймера.
- 1913 — у Пекіні починає роботу перший китайський парламент.
- 1918 — Декрет Раднаркому про створення волосних, повітових, губернських і окружних комісаріатів з військових справ (військкоматів), які замінять військові відділи Рад (для контролю над провідними фахівцями зі старих кадрів).
- 1918 — російський триколор замінено червоним прапором.
- 1918 — німці зайняли Харків, уряд так званої Донецько-Криворізької республіки евакуйовано.
- 1919 — французькі війська залишають Одесу.
- 1920 — декретом ВЦВК заснована нова військова винагорода — Почесна революційна зброя.
- 1921 — італійськими військами була придушена Лабинська республіка.
- 1928 — Церква в СРСР позбавлена статусу юридичної особи.
- 1930 — вийшов на київські екрани кінофільм О. Довженка «Земля».
- 1935 — в СРСР кримінальна відповідальність поширена на дітей старше 12 років, які тепер можуть бути засуджені до страти.
- 1939 — Італія анексує Албанію. Король Зог відрікається від престолу.
- 1940 — початок акції НКВС з ліквідації польських військовополонених у Катинському лісі під Смоленськом.
- 1941 — в Червоному морі італійським підводним човном затоплюється британський крейсер «Кейптаун».
- 1942 — грецький пароплав «Ендеранія» розбивається на каменях біля берегів Туреччини, загинуло 211 людей.
- 1943 — в США заморожується зростання цін і зарплати.
- 1944 — радянські війська почали Кримську операцію.
- 1944 — війська 1-го Українського фронту Радянської армії вийшли на кордон СРСР з Румунією і Чехословаччиною на фронті довжиною 200 кілометрів і захопили районні центри Станіславської (тепер — Івано-Франківської) та Чернівецької області.
- 1945 — радянські війська 3-го Білоруського фронту почали штурм міста і фортеці Кенігсберг.
- 1945 — американські війська виявляють склади викрадених нацистами картин і золота в соляних шахтах Мюльгаузена.
- 1947 — фіксується найбільша пляма на Сонці (до 18 мільярдів квадратних кілометрів).
- 1947 — біля Каракаса, Венесуела, розбивається літак Douglas C-47 венесуельської компанії Linea Aeropostal Venezolana. 27 людей, що перебували на борту літака, гинуть.
- 1951 — директор ФБР докладує сенату США про те, що в разі війни з СРСР американські комуністи планують акти саботажу в ключових галузях промисловості.
- 1962 — на референдумі французи схвалили Евіанські угоди, що надавали незалежність Алжиру.
- 1967 — греки і турки відновлюють бойові дії поблизу Лімасола, Кіпр.
- 1970 — аварія на радянському атомному підводному човні проекту 627А «Кит» К-8. Пожежа, що почалася на глибині 140 м в районі Біскайської затоки в 300 милях від берегів Іспанії, приводить до загибелі підводного човна і 52 чоловік екіпажу, у тому числі його командира — капітана 2-го рангу Всеволода Бессонова, посмертно удостоєного звання Героя Радянського Союзу.
- 1971 — відбувся перший Всесвітній конгрес циган в Лондоні, який прийняв циганський гімн і прапор.
- 1974 — в Радянському Союзі на екрани виходить комедія Ельдара Рязанова «Неймовірні пригоди італійців у Росії».
- 1986 — Михайло Горбачов під час візиту в Тольятті вперше ужив слово «перебудова».
- 1988 — СРСР оголосив про рішення вивести війська з Афганістану.
- 1990 — на американському каналі ABC початий прем'єрний показ серіалу «Твін Пікс».
- 1990 — над Івано-Франківською міською радою вперше за радянський період підняли український національний прапор.
- 1990 — створено благодійний Міжнародний фонд «Відродження» (українське відділення «Фонду Сороса»).
- 1990 — у протоці Скагеррак відбувається катастрофа з морським поромом «Скандінавіан стар», який прямував з Осло до Фредеріксхавна. Гине 170 осіб.
- 1991 — Компартія Молдови оголосила про непокору КПРС.
- 1992 — американський тенісист Артур Еш оголошує про те, що він заражений вірусом СНІДу.
- 1992 — сербська община в Боснії проголошує створення незалежної республіки.
- 1995 — літак Іл-76 розбивається при посадці в Петропавловськ-Камчатську, загинуло 14 осіб.
- 1997 — срібний долар 1804 року продається в Нью-Йорку за рекордну суму 1,815 млн доларів.
- 1999 — Ірак відкидає пропозиції ООН з продовження інспекцій іракських стратегічних об'єктів.
- 1999 — Уряд Югославії оголошує про припинення бойових дій в Косово.
- 1999 — в ніч з 7 на 8 квітня: незадовго до півночі авіаносець «Теодор Рузвельт» і ракетоносні крейсери НАТО, що базуються в Адріатичному морі, випускають декілька десятків крилатих ракет «Томагавк» по Белграду та інших районах Югославії.
- 2001 — лідер Націонал-більшовицької партії Едуард Савенко (літературний псевдонім — Едуард Лимонов) затримується за причетність до покупки зброї і вибухівки.
- 2001 — церква виступила проти «Формули-1»[джерело?]
- 2003 — під Каїром виявлене найдавніше поховання[яке?].
- 2005 — похорон Папи Римського Івана Павла II, що став наймасовішою церемоніальною подією в історії людства.
- 2014 — початок активних боїв за Луганський аеропорт під час Війни на сході України
- 2014 — припинення підтримки операційної системи Windows XP
- 2022 — російські війська поцілили ракетою «Точка-У» по залізничному вокзалу міста Краматорськ.

## Народились
Див. також Категорія:Народились 8 квітня
- 1460 —  Понсе де Леон, іспанський мандрівник, першовідкривач Флориди.
- 1605 — Філіп IV Красивий, король Іспанії та Португалії.
- 1692 — Джузеппе Тартіні, італійський скрипаль та композитор.
- 1792 — Василь Давидов, полковник, учасник франко-російської війни 1812 року, декабрист, поет. Походив із дворян Київської губернії. Син генерала Льва Давидова. Двоюрідний брат генерала і поета Денис Давидова.
- 1798 — Діонісіос Соломос, один з фундаторів новогрецької поезії, автор національного гімну Греції «Гімн про волю».
- 1817 — Шарль Браун-Секард, французький фізіолог, піонер ендокринології.
- 1859 — Едмунд Гуссерль, німецький філософ, засновник феноменології («Логічні дослідження»).
- 1864 — Жузеп Льїмона, іспанський скульптор.
- 1869 — Харві Кашинг, американський лікар, піонер нейрохірургії, письменник.
- 1874 — Михайло Коссак, український композитор, диригент і музикознавець, педагог.
- 1882 — Дмитро Дорошенко, український політичний діяч, публіцист.
- 1886 — Микола Дмитрієв, український геоморфолог, палеогеограф.
- 1938 — Кофі Аннан, Генеральний секретар ООН, родом з Гани, його батько був верховним вождем племені фанте і губернатором одної з провінцій країни.
- 1941 — Марія Миколайчук, українська акторка, співачка.
- 1947 — Гау Стів, англійський рок-музикант, гітарист гуртів «Asia» і «Yes».
- 1966 — Олександр Ярмола, український музикант, вокаліст, автор текстів, засновник та лідер козак-рок гурту «Гайдамаки»
- 1974 — Кріс Кайл, американський військовик, найрезультативніший снайпер в історії США.
- 1974 — Сергій Василюк, український хірург, професор.
- 1975 — Надав Лапід, ізраїльський кінорежисер, сценарист та монтажер.
- 1979 — В'ячеслав Узелков, український боксер-професіонал.

## Померли

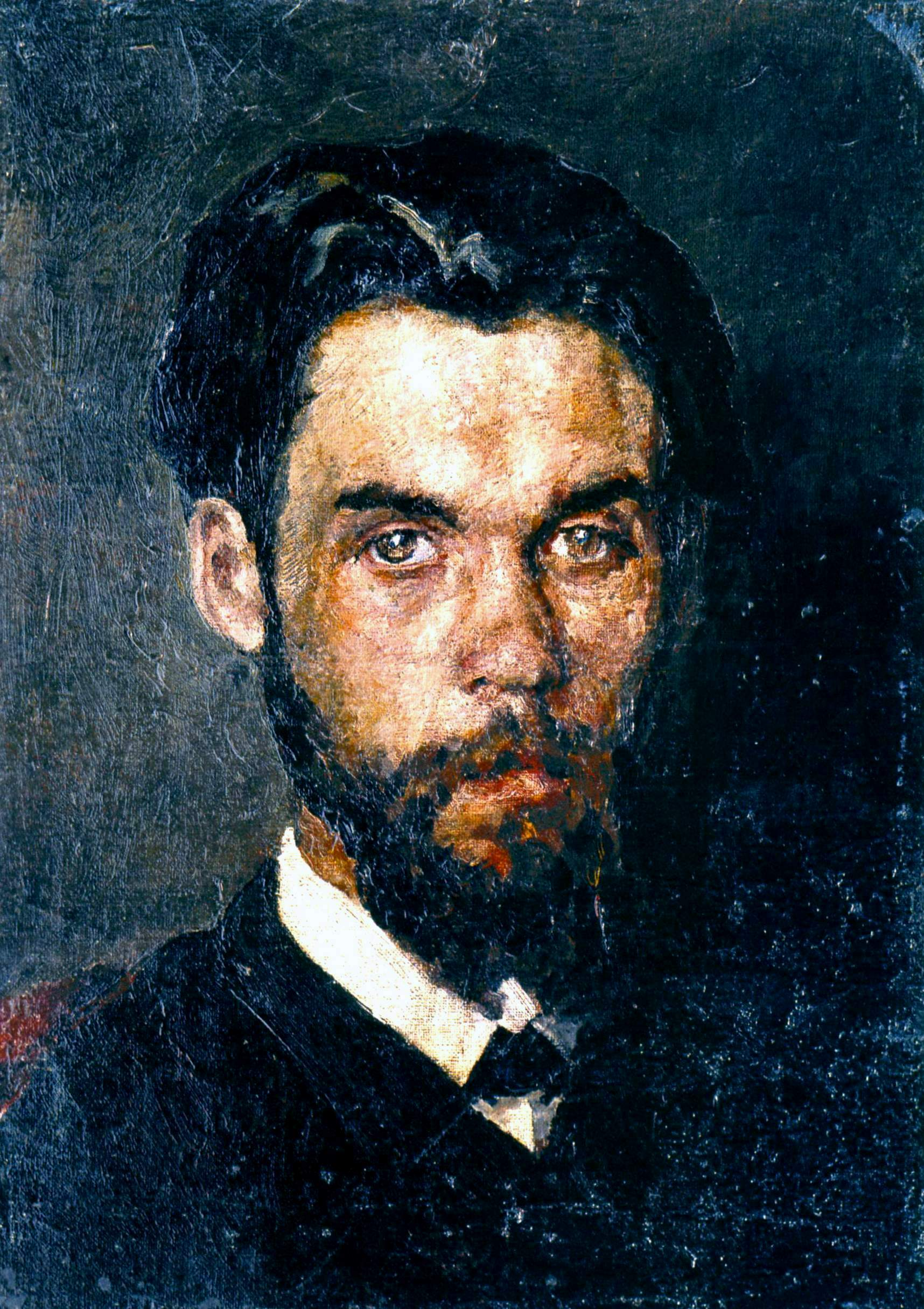
Микола Пимоненко

Дивись також Категорія:Померли 8 квітня
- 217 — внаслідок змови був убитий римський імператор Каракалла (нар. 186).
- 1492 — Лоренцо Медічі, правитель Флоренції між 1469 та 1492 роками, поет, меценат.
- 1610 — Роман Ружинський, князь, гетьман війська Лжедмитрія II.
- 1835 — Вільгельм фон Гумбольдт, німецький філолог, філософ, лінгвіст, державний діяч, дипломат.
- 1848 — Гаетано Доніцетті, італійський композитор, автор 74 опер, серед яких вершиною творчості композитора є опери «Любовний напій», «Лючія ді Ламмермур», «Фаворитка», «Дон Паскуале».
- 1912 — Микола Пимоненко, український художник-живописець, академік живопису Петербурзької Академії мистецтв, Член Паризької інтернаціональної спілки мистецтв і літератури.
- 1931 — Ерік Аксель Карлфельдт, шведський письменник. Лауреат Нобелівської премії з літератури 1931 року (посмертно) з аргументацією «за його поезію».
- 1962 — Хуан Бельмонте, іспанський тореро.
- 1971 — Фрітц фон Опель, німецький промисловець, ракетний піонер та мотогонщик. Прізвисько: «Raketen-Fritz». Онук Адама Опеля, засновника компанії «Опель».
- 1973 — Пабло Пікассо, іспанський художник (у Мужені, Франція).
- 1981 — Омар Бредлі, американський воєначальник, один з основних командирів Армії США у Північній Африці і Європі за часів Другої світової війни.
- 1984 — Петро Капиця, фізик, лауреат Нобелівської премії (1978).
- 1990 — Раян Вайт, активіст, надихнув Закон про надзвичайні ситуації зі СНІДом[en].
- 1991 — Пер Інгве Олін, вокаліст норвезького блек-метал гурту Mayhem.
- 1993 — Маріан Андерсон, американська співачка (контральто).
- 2002 — Марія Фелікс, мексиканська акторка, модель, натурниця.
- 2003 — Тарас Процюк, український телеоператор, журналіст загинув під час війни в Іраку.
- 2007 — Сол Ле Вітт (англ. Sol LeWitt), художник і скульптор, одна з ключових фігур післявоєнного американського мінімалізму і концептуалізму; син вихідців з України.
- 2010 — Малкольм Макларен, британський музикант і продюсер. Відомий як менеджер групи Sex Pistols.
- 2013 — Маргарет Тетчер, прем'єр-міністерка Великої Британії у 1979—1990 рр., відома як «залізна леді».